# گیرمو تولدو
گیرمو تولدو (انگلیسی: Guillermo Toledo؛ زادهٔ ۲۲ مه ۱۹۷۰) مشهور به ویلی تولدو بازیگر، تهیه‌کننده فیلم و کنشگر سیاسی اهل اسپانیا است. وی از سال ۱۹۹۵ میلادی تاکنون مشغول فعالیت بوده‌است.
از فیلم‌ها یا برنامه‌های تلویزیونی که وی در آن نقش داشته‌است، می‌توان به زشت‌ترین زن جهان، جنایت بی‌نقص، بدترین غیرممکن، زبان پروانه‌ها، جنبه دیگر همبستر شدن، ۷ زندگی، خیلی هیجان‌زده‌ام، عشق دیوانه‌وار، سانتوس و ملکه اسپانیا اشاره کرد.